# اکو پارک (لس آنجلس)
اکو پارک، لس آنجلس (انگلیسی: Echo Park, Los Angeles) یک محله در ایالات متحده آمریکا است که در شهرستان لس آنجلس، کالیفرنیا واقع شده‌است.